# 天津产权交易中心
天津产权交易中心，成立于1994年，是市属全民所有制的事业单位，是中央企业和金融企业国有产权转让试点机构、中央国家机关行政事业单位资产处置平台和天津市唯一的国有企事业和金融企业国有产权转让机构。天津产权交易中心由天津市国资委管理。